# ستاویشیتسه
ستاویشیتسه (به لاتین: Stavěšice) یک منطقهٔ مسکونی در جمهوری چک است که در ناحیه هودونین واقع شده‌است. ستاویشیتسه ۴٫۹۴ کیلومتر مربع مساحت و ۳۶۸ نفر جمعیت دارد و ۲۳۱ متر بالاتر از سطح دریا واقع شده‌است.